# والتر إي. ماركس
والتر إي. ماركس (بالإنجليزية: Walter E. Marks)‏ هو لاعب كرة قدم أمريكية أمريكي، ولد في 16 فبراير 1905 في أوتوموا في الولايات المتحدة، وتوفي في 24 نوفمبر 1992.